# Fachkaufmann für Büromanagement
Geprüfter Fachkaufmann für Büromanagement ist ein öffentlich-rechtlich anerkannter Abschluss auf Meisterebene, der nach einer erfolgreich absolvierten funktionsbezogenen kaufmännischen Aufstiegsfortbildung gemäß Berufsbildungsgesetz vergeben wird. Die bundeseinheitliche Prüfung erfolgt auf Grundlage einer besonderen Rechtsverordnung vor dem Prüfungsausschuss einer Industrie- und Handelskammer (IHK).
Der Fachkaufmann für Büromanagement ersetzt seit September 2001 die bisherige Aufstiegsfortbildung zum Sekretariatfachkaufmann. Dieses Berufsbild ist zum 1. Juli 2012 ausgelaufen. Übergangsweise konnten noch bis Ende 2015 Prüfungen für diesen berufsqualifizierenden Abschluss abgelegt werden. Seit 2014 werden von der IHK Prüfungen zum Fachwirt für Büro- und Projektorganisation abgenommen.

## Arbeitsgebiete und Aufgaben
Fachkaufleute für Büromanagement sind qualifiziert, gehobene Assistenz- und Sachbearbeitertätigkeiten sowie Koordinationsfunktionen in größeren Sekretariaten, Büros und Verwaltungsdiensten auszuüben. Mit der erhöhten Sachkompetenz sowie der Berufserfahrung sind sie auch in der Lage, Führungs- und Steuerungsaufgaben einschließlich Aufgaben der bereichsbezogenen Aus- und Weiterbildung sowie Personalentwicklung in ihrem speziellen Funktionsbereich wahrzunehmen.

## Fortbildungsinhalte
Geprüfte Fachkaufleute für Büromanagement verfügen über Kenntnisse, Fertigkeiten und Erfahrungen, die sie in der Regel durch eine einschlägige Berufsausbildung, mehrjährige Berufserfahrung sowie einen Vorbereitungslehrgang auf die Prüfung zum Fachkaufmann für Büromanagement erworben haben. Die Inhalte stellen sich wie folgt dar:
- Volks- und Betriebswirtschaft
- Personalwirtschaft und Arbeitsrecht
- Informations- und Büromanagement
- Informations- und Kommunikationssysteme
- Protokollführung
- Texterstellung
- Textformulierung

## Fortbildungsdauer
Der DIHK-Rahmenplan empfiehlt für die Fortbildung zum Fachkaufmann für Büromanagement einen Unterrichtsumfang von 610 Unterrichtsstunden. Öffentliche und private Bildungsträger bieten Lehrgänge zu den Prüfungen zwischen drei und 24 Monaten sowohl in Vollzeit als auch berufsbegleitend an; für die Zulassung zur Prüfung ist die Teilnahme an einem Lehrgang allerdings nicht verpflichtend.

## Prüfungszulassungsvoraussetzung
Zur Prüfung kann zugelassen werden, wer
- eine mit Erfolg abgelegte Abschlussprüfung in einem anerkannten kaufmännischen oder verwaltenden Ausbildungsberuf und danach eine mindestens zweijährige Berufspraxis oder
- eine mindestens fünfjährige Berufspraxis

nachweist.
Die Berufspraxis muss inhaltlich wesentliche Bezüge zu den Aufgaben eines Fachkaufmanns für Büromanagement haben.
Zur Vorbereitung auf die Prüfung werden auch Bildungsmaßnahmen angeboten, deren Dauer sich an den differenzierten Funktions- und Führungsaufgaben orientiert.

## Prüfungsdurchführung und Abschluss
Die Prüfung gliedert sich in einen schriftlichen Teil zu den gesamten Ausbildungsinhalten sowie in einen mündlichen bzw. berufspraktischen Teil. Zur Prüfung gehört auch eine 10-Minuten-Abschrift, bei der mindestens 230 Anschläge pro Minute mit einer Fehlerquote von höchstens 0,36 % erreicht werden müssen.
Nach erfolgreich abgelegter Prüfung vergibt die prüfende Industrie- und Handelskammer den öffentlich-rechtlich anerkannten Abschluss Geprüfter Fachkaufmann für Büromanagement.

## Finanzielle Fördermöglichkeiten
Teilnehmer können zur Förderung der Fortbildungskosten und Prüfungsgebühren Leistungen über das Aufstiegsfortbildungsförderungsgesetz („Meister-BAföG“) beantragen.